# Draba aucheri
Draba aucheri är en korsblommig växtart som beskrevs av Pierre Edmond Boissier. Draba aucheri ingår i släktet drabor, och familjen korsblommiga växter. Inga underarter finns listade i Catalogue of Life.